# Język dengka
Język dengka – język austronezyjski używany w prowincji Małe Wyspy Sundajskie Wschodnie w Indonezji, na północno-zachodnim wybrzeżu wyspy Roti (Rote). Według danych z 2002 roku posługuje się nim 20 tys. osób.
Dzieli się na dialekty: zachodni, wschodni, lelain. Według Ethnologue jest używany przez wszystkich członków społeczności, w różnych sferach życia. Jest dość odrębny od pozostałych języków wyspy. W użyciu jest także język indonezyjski.
Jeden z języków rote. Bywa uważany za dialekt języka roti (rote).
Jest zapisywany alfabetem łacińskim.